# 湖南第一纱厂旧址
湖南第一纱厂旧址位于于中国湖南省长沙市岳麓区银盆岭湘江河畔，始建于1912年，现存建筑主要建于1948年，有工厂大门、钟楼、两侧办公楼、码头、栈道等，建筑面积约3400平方米。该厂是湖南近现代工业建筑的代表作，亦长沙现存的唯一一处民国时期工业遗存。

## 历史沿革
1912年，老同盟会员、湖南都督府参议吴作霖，建立经华纱厂。
1913年，纱厂更名为湖南第一纱厂。
1932年，工厂更名为“湖南第一纺织厂”。
抗战时期，工厂迁往怀化黔阳县安江镇，期间厂房，毁于文夕大火，仅存工厂大门及两旁的办公楼。
1948年，返回长沙复厂，并改名为裕湘纺织厂，或称裕湘纱厂。
1949年，共产党占领长沙后，长沙市军事管制委员会接管工厂。
1966年，裕湘纱厂被改名为长沙纺织厂，1997年纱厂宣告破产。1998年，改组成长沙银太纺织有限公司。
2011年，被公布为湖南省文物保护单位。